# Stora Våtahovudet
Stora Våtahovudet est une île norvégienne du comté de Vestland appartenant administrativement à Bømlo.

## Description
Rocheuse et désertique, à fleur d'eau, à l'est de Litla Våtahovudet, elle s'étend sur environ 102 m de longueur pour une largeur approximative de 75 m. 